# Belbaşı
Belbaşı je jama in pozno paleolitsko / mezolitsko mesto v južni Turčiji, ki leži jugozahodno od Antalye.

## Splošno
Kultura Belbaşı je izraz, ki se včasih uporablja za opis prazgodovinske kulture, o kateri so bile v šestdesetih letih raziskane jasno prepoznavne sledi na kraju samem, včasih pa se je uporabljala tudi za naslednje mezolitske / proto-neolitske kulture jame Beldibi v bližini, le nekaj kilometrov oddaljeno proti severu ali v širšem pomenu, zajema celotno zaporedje, ki ga sestavlja pol ducata jam zahodno od Antalye, v tem smislu pa zajema tudi neolitska območja jam Çarkin, Öküzlü in jame Karain. Drugi viri začnejo zaporedje v Beldibiju, tako da se nanašajo na kulturo Beldibi ali pa vsako jamo obravnavajo posamezno. Takšna zaporedja od poznega paleolitika do neolitika na tako tesno lociranih mestih ni znana drugje. 
Predmeti kulture Belbaşı vključuje različne puščice, trikotne konice in poševno prirezane lopatice.
Kultura Beldibi ponuja še barvne kamninske gravure na stenah jame, doslej edina znana jamska umetnost v zahodni Aziji, pa tudi oprema, okrašena z naravnimi oblikami in geometrijskim okrasjem. Našli so uvožene predmete iz obsidiana, verjetno iz vzhodnega Taurusa ali severno od reke Gediz in zgodnje oblike lončarstva. Pojavljajo se kosti jelena, kozoroga in goveda, verjetno pa so se ukvarjali z obalnim ribolovom v bližnjem Sredozemskem morju in z zbiranjem divjega zrnja. Ni še nobenega dokaza o pridelavi hrane ali reji živali. 
Do proto-neolitske kulture Beldibi, ki se je razvila iz mezolitske Belbaşı, je le možno, čeprav zelo, da se viri razlikujejo v izbiri pogojev za zadevne kulture.
Zbirka obeh kultur temelji na mikrolitih.

## Povezava z drugimi prazgodovinskimi kulturami
Kultura Belbaşı kaže znake zgodnje povezave s kulturo Kebaran v Palestini. Njihova naselja so bila v tem pogledu stalna, značilna Natufianska kultura mest v tem pogledu in mnoga kasneje so se razvila v kmetijske vasi, podobno kot Jerihov predhodnik Tell es-Sultan, naseljen okoli 7800 let pred n. št..
Njihov najdaljši učinek se ni čutil na Bližnjem vzhodu, kjer se zdi, da po 5.000 letih niso pustili trajnega vtisa v kulturnem razvoju Anatolije, temveč v Evropi, saj je bila na tej novi celini uvedena neolitska kultura Anatolije s prvimi začetki kmetijstva in živinoreje.

## Druga literatura
- James Mellaart (1965). Earliest civilizations of the Near East. McGraw-Hill. ISBN 978-0-07-041461-7.
- Barbara Ann Kipfer (2000). Encyclopedic Dictionary of Archaeology. Axel Springer AG. str. 63. ISBN 978-0-306-46158-3.